# Luigi Ferrario (architetto)
Luigi Ferrario (Busto Arsizio, 1955) è un architetto italiano.
Alcuni suoi progetti sono stati esposti alla III, IX e XII Mostra Internazionale di Architettura alla Biennale di Venezia; alla Triennale di Milano nel 2003 e nel 2009 per la Mostra Medaglia d'Oro all'Architettura Italiana; al Mies Van Der Rohe Award nel 2009.

## Biografia
Luigi Ferrario si laurea in architettura al Politecnico di Torino e consegue il master in restauro architettonico ed ambientale all'Università la Sapienza di Roma.
A venticinque anni dirige la sezione architettura del Centre d'Experimentation Artistique Marie Louise Jeanneret di Boissano, l'anno seguente apre a Roma il Laboratorio Architettura Contemporanea, studio e galleria di architettura, con la mostra "Dopo l'architettura post - moderna".
Nel 1983 sempre a Roma, cura la mostra "Terragni - Poesia della Razionalità"; nel 1984 a Milano la mostra "Riccardo Gualino - Architetture da collezione" e, ancora a Roma nel 1985, la mostra "Figini e Pollini: Architetture per il Movimento Moderno".
Nel 1989 trasferisce il suo studio a Milano. Nel 1999 Skira Editore pubblica una monografia delle sue opere dal titolo “Mies and Me”. Alcuni suoi lavori vengono esposti alla III e IX Mostra Internazionale di Architettura presso la Biennale di Venezia; nel 2003 e 2009 ottiene una menzione d'onore alla Triennale di Milano - “Medaglia d'Oro all'Architettura Italiana”; il restauro del Castello di Legnano viene selezionato tra le opere italiane per l'“European Union Prize for Contemporary Architecture – Mies van der Rohe Award 2009”.
Nel 2010 espone il prototipo galleggiante della casa sperimentale di alluminio nell'evento collaterale Culture_Nature alla 12 Mostra Internazionale di Architettura - La Biennale di Venezia. Nello stesso anno Silvana Editoriale pubblica una monografia delle sue opere dal titolo "Paesaggi costruiti".
Progetta e realizza numerose opere di architettura, di restauro monumentale e urbano, di architettura d'interni e di design, in Italia e all'estero. I suoi interventi sono caratterizzati dalla cura per il dettaglio tecnico-costruttivo e da un'attenta sensibilità per il contesto – naturale o costruito – in cui s'inseriscono.
Recupero e innovazione, luoghi storici e memorie del Moderno si intrecciano nei suoi lavori e convergono nella scelta di interpretare il presente secondo una linea razionale che si collega ai grandi maestri del Novecento, in particolare a Ludwig Mies van der Rohe e Alberto Sartoris.
Opere recenti sono il restauro ambientale dei centri storici di Turbigo e di Gaggiano lungo il Naviglio Grande e quello monumentale del Castello di Legnano, pinacoteca, un edificio residenziale multipiano a Milano, un sistema di prefabbricazione in acciaio per l'edilizia sociale e uno in alluminio, alcuni “Riad” a Marrakech e un sistema di elementi di arredo urbano in lamiera di alluminio.
Sono in corso di realizzazione, il Parco Tematico del Paesaggio Lombardo con edifici fitomorfi in alluminio e il restauro ambientale del Mottarone con piazze, spalti, piste ciclabili e un ponte con struttura a cavi di acciaio.

## Opere principali

### Restauro ambientale - Disegno urbano
- Piazza Parravicino, Tornavento
- Gaggiano tra i due ponti, Gaggiano
- Un chilometro di Alzaia, Turbigo
- Labirinto urbano, Monza

### Restauro architettonico
- Monastero di San Michele, Lonate Pozzolo
- Castello di Legnano
- Riad Alkaderi, Marrakech
- Casa studio, Bergamo
- Casa al lago, Lago Maggiore
- Loft1 "Verticale e trasparente", Milano

### Architettura
- La fabbrica di gomma, Lonate Pozzolo
- Casa10, Lonate Pozzolo
- Casa18, Lonate Pozzolo
- Casa19, Milano
- Casa20, Beirut
- Loft4 "Loft verticale", Milano
- La casa in alluminio, Venezia

### Interior design
- Showroom Borgonuovo, Milano
- Casa16 "L'una e l'altra faccia", Legnano

## Mostre
- Esposizione di "Piazza Parravicino" alla mostra "Medaglia d'Oro all'Architettura Italiana", La Triennale di Milano, menzione d'onore, 2003
- Esposizione di "Gaggiano tra i due ponti" a "Progetti d'Architettura e d'Acqua", IX Mostra Internazionale di Architettura, La Biennale di Venezia, 2004
- Esposizione di "Il restauro del Castello di Legnano" a 2009. Medaglia d'Oro all'Architettura Italiana, La Triennale di Milano, menzione d'onore, 2009
- "Il restauro del Castello di Legnano" mostra dei progetti per il concorso, "European Union Prize for Contemporary Architecture - Mies van der Rohe Award 2009", 2009
- Esposizione di "Prototipo galleggiante", 12. Mostra Internazionale di Architettura, La Biennale di Venezia, 2010